# 1240
Cette page concerne l'année 1240  du calendrier julien. Pour l'année 1240 av. J.-C., voir 1240 av. J.-C.
L'année 1240 est une année bissextile qui commence un dimanche.

## Événements
- 13 avril, sultanat de Delhi : révolte des nobles turcs menée par Altuniya le gouverneur de Bathinda, contre le ministre Yaqut, qui est tué[1].
- 22 avril : les chefs turcs (maliks) mettent sur le trône de Delhi Bahrâm Shâh, demi-frère de Raziyya. Ils imposent aux sultans de créer la position de régent (nâ’ib) qui est confiée à Aitegin ; progressivement, celui-ci en vient à détenir virtuellement le pouvoir. Raziyya, faite prisonnière, épouse Altuniya[2].
- 31 mai : le sultan ayyubide d’Égypte Al-Adil II est déposé par des officiers turcs qui appellent son frère Malik al-Salih Ayyoub au pouvoir (fin en 1249)[3]. Malik al-Salih, se méfiant des éléments traditionnel de l’armée ayyoubide (soldats kurdes libres, régiment d’esclaves mamelouk créés par ses prédécesseurs comme le Salahiya de Saladin et le Kamiliya d’al-Kamil) s’entoure d’une garde mamelouke de sa création, casernée sur une île du Nil (Bahr an-Nil), qui lui donne le nom de Bahriya as-Salihiya[4].
- 30 juillet : le régent de Delhi Aitegin est assassiné à l'instigation du sultan Bahrâm Shâh[2].
- Septembre - novembre : révolte des Baba'is, révolte socio-religieuse des nomades turkmènes en Anatolie dirigée par les chefs religieux bektachi Baba Ishak et Baba Ilyas. Après des victoires à Sivas et à Kayseri, elle menace Konya. Elle est difficilement réprimée dans la plaine de Malya près de Kırşehir par les troupes de Kay Khusraw II assistées de mercenaires francs. Le sultanat de Roum s'en trouve affaibli[5].
- 13 octobre : Raziyya et Altuniya, qui se sont mariés et marchent sur Delhi, sont abandonnés à Kaithal par leurs troupes mercenaires. Ils tentent de fuir mais sont assassinés par un fanatique hindou[6].

- Prise et destruction de Koumbi, jusque-là capitale du royaume du Ghana, par le roi du Mali Soundiata Keïta qui prend le titre d’empereur : l'Empire du Mali est né avec pour capitales Kangaba et Niani. Soundiata envoie ses lieutenants conquérir le Bambouk. L'un d'eux, Amari-Sonko, s'empare des mines d'or du Ouaranga[7].
- Les Mongols attaquent plusieurs monastères tibétains. Ils massacrent des moines de celui de Randeng et arrivent à proximité de Lhassa[8].
- Rétrocession de Safet et de Beaufort par le sultan de Damas Al-Salih Ismaël aux États latins d'Orient[9].

### Europe
- Février : siège de Ferrare[10]. Frédéric II envahit les États pontificaux et menace le pape jusque dans Rome.
- 10 avril : édit d'expulsion des Juifs de Bretagne par le duc Jean le Roux à Ploërmel[11].
- 24 mai : défaite et mort de l'usurpateur Skúli Bárdarson, vaincu par Håkon IV de Norvège[12].
- 3 juin[13] : défaite de Salinguerra. Ferrare tombe aux mains des Este (fin en 1597).
- 12 juin début de la grande Disputation de Paris ou Procès du Talmud.
- 25 juin : controverse avec les Juifs à propos du Talmud en présence de Louis IX de France et de Blanche de Castille[14]. Le procureur, le Juif apostat Nicolas Donin, obtient la condamnation du Talmud qui sera brûlé publiquement le 6 juin 1242.
- Offensive mongole au début de l’été. Batu met à sac Pereïaslav, Tchernigov et les principautés de la Russie méridionale[15].
- 15 juillet[16] : le prince russe Alexandre Nevski défait les Suédois et les Chevaliers Teutoniques, qui tentaient d’envahir sa principauté de Novgorod, à la bataille de la Néva. Il est peu après chassé par le vietché de Novgorod[17].
- 22 août[18] : prise de Ravenne par Frédéric II. Il met le siège devant Faenza qui résiste jusqu'au 14 avril 1241.
- 17 septembre[19] : révolte du vicomte Raimond Trencavel aidé d'Olivier de Termes. Il assiège Carcassonne.
- Septembre[20] : Frédéric II interdit le concile convoqué par Grégoire IX.
- 11 octobre : Raimond Trencavel doit lever le siège de Carcassonne après l'intervention de l'armée royale[21].
- Novembre : les Mongols entrent en Pologne[22]. Victorieux à Schidlow, ils incendient Lublin et Cracovie[23], puis ravagent la Silésie (fin en 1242), dont le duc, Henri II le Pieux, est tué lors de la bataille de Legnica (Liegnitz) en 1241. Pendant un demi-siècle, les Mongols effectuent des raids dévastateurs à partir de la Ruthénie rouge (région de Halicz) dont ils restent maîtres. Les Mongols menacent les territoires de l’ordre des chevaliers teutoniques (Prusse, Livonie, Courlande), qui concentre ses forces sur la Vistule. Les Prussiens en profitent pour se révolter avec le soutien du duc Świętopełk II de Poméranie. Il s'ensuit une longue guerre (1242-1253)[24].

- 6 décembre : fin du siège de Kiev par les Mongols. Kiev est détruite et ses habitants massacrés. Les Mongols ravagent la Volhynie et la Galicie. Tout le sud de la Russie est dévasté. Les évêchés de Pereïaslav, Belgorod et Iouriev disparaissent[15]. Fuyant les Mongols, Michel de Kiev et Daniel de Volhynie passent en Hongrie. Daniel échoue dans ses projets de croisade contre les Mongols. Après la dévastation de la Russie occidentale, Daniel tente de repeupler la région en y installant des colons hongrois, polonais et allemands[25].
- 14 décembre : charte de Faenza. Les cantons forestiers suisses (Uri, Schwytz et Unterwald) obtiennent des diplômes de l'empereur Frédéric II signés à Faenza qui les placent directement sous la protection de l'Empire, en remerciement de leur participation militaire dans la guerre qu'il mène contre le pape en Italie[26].

- Grégoire IX offre la couronne impériale à Robert Ier d'Artois, frère du roi Louis IX de France, qui refuse[27].

- Après les invasions mongoles, la Principauté de Polotsk demande la protection du Grand-duché de Lituanie et devient son vassal avant d'être incorporée au Grand-duché en 1307[28].